# To løver
55°42′17.92″N 12°34′28.8″Ø / 55.7049778°N 12.574667°Ø
 To løver eller De utilfredse er en skulptur i bronze og granit fra 1905, udført af billedhuggeren Lauritz Jensen og støb på Lauritz Rasmussens Bronzestøberi i København. Skulpturen står på Gunnar Nu Hansens Plads i København. Løverne, en han- og en hunløve, er fremstillet i naturlig størrelse og måler 165 x 103 x 144 cm.
Billedhuggeren Lauritz Jensen ønskede at placere sin skulptur på Langelinie eller i Søndermarken, men den fik 1906 sin oprindelige placering i anlægget på den nuværende Israels Plads. Den flyttedes i forbindelse med at pladsen skulle omdannes til grønttorv og at man frygtede hærværk mod skulpturen. De ansvarige i kommunen mente at "Ungdommen bruger nemlig i høj Grad Statuen til gymnastiske Øvelser, og det kan naarsomhelst ske, at en Hale bliver knækket eller bøjet, eller en anden Molest paa Statuen sker.". Statuen blev 1913 flyttet til anlægget på Poul Henningsens Plads ved krydset Østerbrogade/Jagtvejen foran indgangen til Fælledparken og senere  til sin nuværende plads på Gunnar Nu Hansens Plads, hvor den har stået på to steder, senest ved Klosterfælleden.
Skulpturen var en gave til Københavns Kommune fra "Cand.phil. Victor Freunds Legat".